# Paul Vidal

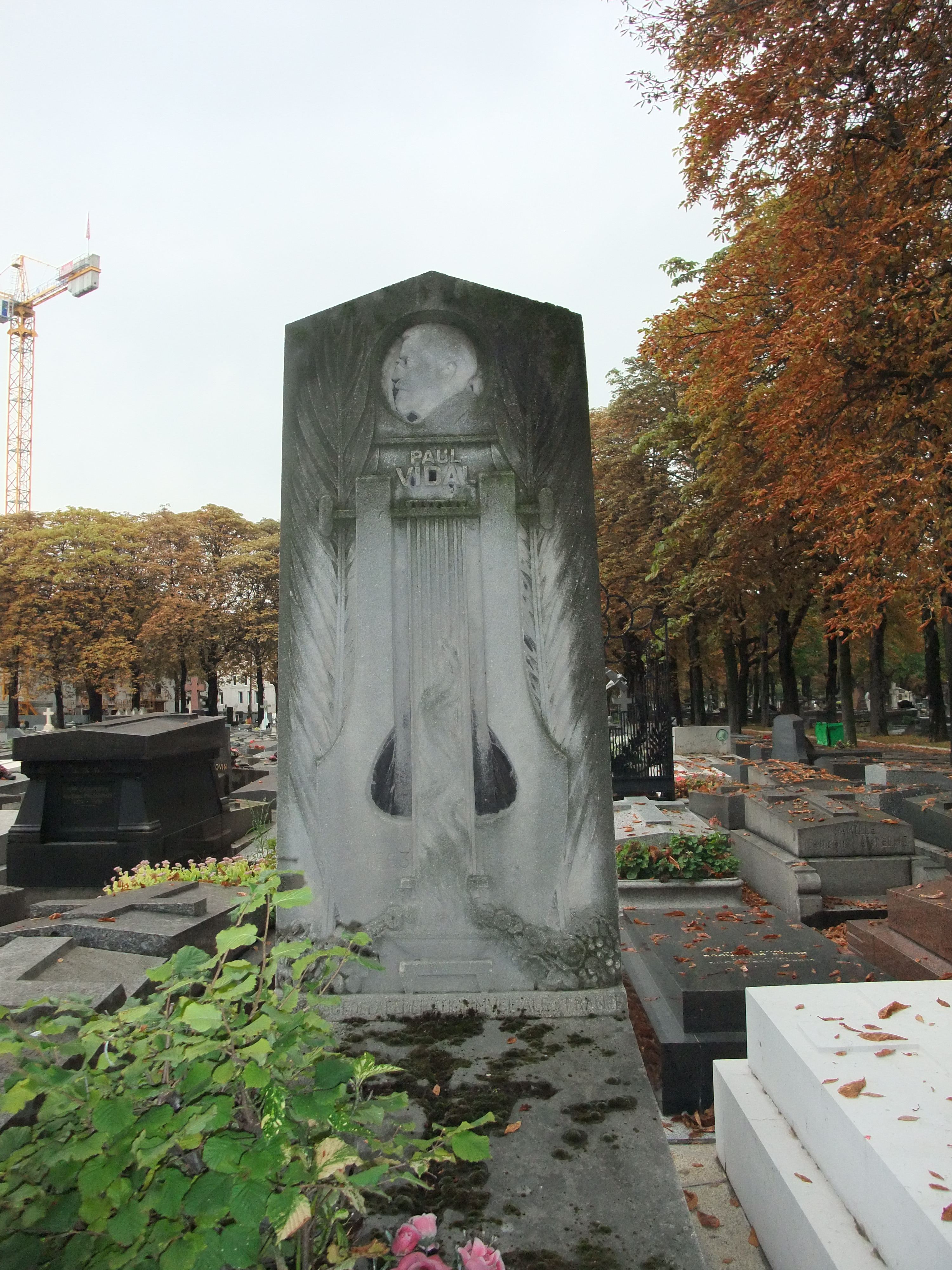
Tomba di Paul Vidal a Batignolles

Paul Antonin Vidal (Tolosa, 16 giugno 1863 – Parigi, 9 aprile 1931) è stato un compositore, direttore d'orchestra e docente francese, principalmente attivo a Parigi.

## Biografia
Paul Vidal nacque a Tolosa, dove studiò presso il conservatorio locale e di Parigi, con Jules Massenet. Vinse il Prix de Rome nel 1883, un anno prima di Claude Debussy. L'8 gennaio 1886, a Roma, Vidal e Debussy eseguirono la Faust-Symphonie di Franz Liszt a due pianoforti per lo stesso Liszt, un'esecuzione dopo cena durante la quale Liszt apparentemente dormì. Il giorno seguente suonarono Trois valses romantiques di Emmanuel Chabrier per Liszt.
Vidal diresse all'Opéra National de Paris dove fece la sua prima apparizione dirigendo Gwendoline nel 1894 (aveva insegnato ai cantanti per la prima di Parigi nel 1893) e in seguito diresse la prima rappresentazione di Ariane e le prime di Parigi di Roma di Massenet e L'étranger di d'Indy. Cofondò i Concerts de l'Opera con Georges Marty. Fu direttore musicale dell'Opéra-Comique dal 1914-1919, dirigendo revival di Alceste, Don Juan (la versione francese del Don Giovanni di Mozart), Iphigénie en Tauride, L'irato, Le Rêve e Thérèse. Diresse anche le prime di numerose opere e balletti. Ha insegnato al Conservatorio di Parigi, dove i suoi studenti includevano i compositori Lili Boulanger, Marc Delmas, Jacques Ibert, Vladimir Fédorov, Jean Doyen, Albert Wolff, Eugène Bigot, André Fleury, Raymond Loucheur e Roger Pénau.
Anche suo fratello Joseph Bernard Vidal (1859-1924) era un compositore e fu direttore della Banda del Quinto Reggimento di Fanteria.
Morì a Parigi, all'età di 67 anni.

## Lavori musicali ed insegnamento
Le sue composizioni sono oggi praticamente dimenticate: includono le opere Eros (1892), Guernica (1895) e La Burgonde (1898); i balletti La Maladetta (1893) e Fête russe (1893, arr. - entrambi coreografati da Joseph Hansen, Paris Opera); una cantata, Ecce Sacerdos magnus e musiche di scena per Le Baiser (1888) di Théodore de Banville e La Reine Fiammette (1898) di Catulle Mendès. In collaborazione con André Messager, arrangiò anche la musica per pianoforte di Frédéric Chopin in una Suite de danses (1913).
È forse meglio conosciuto oggi attraverso i suoi esercizi di armonia per il pianoforte, Basses et Chants donnés che era lo strumento didattico preferito della sua allieva, la leggendaria pedagoga Nadia Boulanger e successivamente molti dei suoi studenti tra cui Narcis Bonet che ripubblicò una selezione di questi esercizi sotto il titolo Paul Vidal, Nadia Boulanger: A Collection of Given Basses and Melodies.
Fra i suoi brani conosciuti, è da ricordare il Solo de Concert per trombone e pianoforte, che era presente nel programma del Vecchio Ordinamento per il Diploma della Scuola di Trombone dei Conservatori italiani.